# Succursale Yokohama de la JR East
La succursale de Yokohama de la JR East est une succursale régionale de East Japan Railway Company (JR East). Il correspond à la majeure partie de l'ancien bureau d'administration des chemins de fer du sud de Tokyo et à une partie du bureau d'administration des chemins de fer de l'ouest de Tokyo à l'époque de la  JNR.
De plus, JR East a consolidé le site Web officiel de la succursale de 2020 à 2021, mais cette succursale, comme les succursale de Tokyo et succursale d'Omiya , n'avait pas mis en place de site Web officiel de la succursale avant cette date.

## Emplacement de la succursale
L'emplacement de la succursale se situe au 1-40-26 Hiranuma, Nishi-ku, à Yokohama, dans la préfecture de Kanagawa à proximité de la gare de Yokohama.
Dans le cas de la marche, la gare la plus proche est la gare d'Hiranumabashi sur la Sotetsu.

## Historique
- 1996 (Heisei 8) 1er octobre - Le siège régional de Tokyo de la East Japan Railway Company (actuellement succursale de Tokyo → siège de la région métropolitaine de Tokyo) a été séparé et lancé[1].
- 2010 (Heisei 22) 13 mars - Une plate-forme de la ligne Yokosuka a été nouvellement établie à la station Musashi-Kosugi sur la ligne Nambu .
- 2016 (Heisei 28) 26 mars - Ouverture de la station Odasakae sur l' embranchement de la ligne Nambu .
- 2019 (première année de Reiwa) 30 novembre - Sotetsu ouvre la station Hazawa Yokohama Kokudai en tant que station frontière à opération directe avec JR . Le service de train direct de la ligne Sotetsu a commencé.
- 2020 (2e année de Reiwa)
  - 18/06 - " JR Yokohama Tower " s'ouvre à la sortie ouest de la gare de Yokohama .
  - 27/06 - "JR Yokohama Tsuruyacho Building" ouvre  dans la zone adjacente à la tour JR Yokohama[2].

## Zone de juridiction
Il a juridiction sur la majeure partie de la préfecture de Kanagawa et sur certaines routes de Tokyo et de la préfecture de Shizuoka . Au 31 mars 2021, elle a juridiction sur un total de 327,9 km de lignes conventionnelles et 109 stations (la station Yokohama Hazawa et la station Hazawa Yokohama Kokudai sont comptées comme 1 seule station) . Avec le siège de la zone métropolitaine et la succursale de Hachioji , toutes les lignes de la juridiction sont des sections électrifiées en courant continu 1500V.
Le Tokaido Shinkansen,entre la gare de Shin - Yokohama et la gare d'Odawara, dans la préfecture de Kanagawa est sous la juridiction du siège social de JR Tokai Shinkansen Railway Business . Pour les gares de raccordement de la ligne conventionnelle (y compris la gare d'Atami), l'agence de Yokohama ne gère que la partie de la ligne conventionnelle.
- La portion de ligne Gotemba située dans la préfecture de Kanagawa (entre la gare de Shimo - Soga et la gare de Yaga) est sous la juridiction de la succursale JR Tokai Shizuoka .
- La portion de ligne Chuo située dans la préfecture de Kanagawa (entre la gare de Sagamiko et la gare de Fujino) est sous la juridiction de la succursale JR East Hachioji .
- La ligne Yokohama (station Naruse et station Machida)située dans l'arrondissement de Tokyo est sous la juridiction de la succursale de Yokohama.

## Fréquentation
En 2022, les 20 gares relevant de la juridiction de la succursale de Yokohama qui accueillaient en moyenne le plus grand nombre de passagers par jour sont les suivantes,:
| Rang | Gare           | Passagers par jour | Rang | Gare            | Passagers par jour |
| ---- | -------------- | ------------------ | ---- | --------------- | ------------------ |
| 1    | Yokohama       | 340,536            | 11   | Hashimoto       | 56,999             |
| 2    | Kawasaki       | 175,876            | 12   | Nagatsuta       | 53,506             |
| 3    | Musashi Kosugi | 99,969             | 13   | Tsujido         | 52,573             |
| 4    | Fujisawa       | 95,857             | 14   | Hiratsuka       | 52,275             |
| 5    | Machida        | 95,015             | 15   | Shin Yokohama   | 51,442             |
| 6    | Totsuka        | 93,018             | 16   | Higashi Totsuka | 48,916             |
| 7    | Ōfuna          | 84,249             | 17   | Chigasaki       | 48,532             |
| 8    | Noborito       | 70,798             | 18   | Kannai          | 44,784             |
| 9    | Tsurumi        | 66,024             | 19   | Kikuna          | 43,226             |
| 10   | Sakuragichō    | 64,698             | 20   | Kamakura        | 38,232             |